# Бидонько, Сергей Юрьевич
Сергей Юрьевич Бидонько (род. 18 августа 1975, Карпинск, Свердловская область) — российский государственный и политический деятель, с сентября 2021 года депутат Государственной думы РФ VIII созыва. Вошёл в состав Комитета по строительству и жилищно-коммунальному хозяйству.

## Биография
В 1990 году окончил среднюю школу № 16 в г. Карпинске. В 1993 году окончил Краснотурьинский индустриальный техникум и получил диплом по специальности «Промышленное и гражданское строительство». После чего устроился мастером ремонтно-строительного управления на Карпинском коммунальном предприятии.
С 1999 по 2001 годы работал главным инженером ККП ОАО «Вахрушевуголь», параллельно получая высшее образование в Уральском государственном техническом университете — УПИ по специальности «Экономика, управление, менеджмент» (окончил в 2000 году).
В 2001 году назначен на должность генерального директора МУП «Карпинский комбинат коммунальных предприятий». С 2005 года — генеральный директор ООО «Жилкомсервис».
С марта 2009 по 2014 год возглавлял администрацию городского округа Карпинск. В 2011 году окончил РАНХиГС по специальности «государственное и муниципальное управление».
15 декабря 2014 года назначен заместителем министра строительства и архитектуры Свердловской области, 18 февраля 2015 года — министром строительства и развития инфраструктуры Свердловской области.
В 2015 году присвоено звание Почётного гражданина городского округа Карпинск.
18 сентября 2016 года избран депутатом Государственной Думы по Серовскому одномандатному избирательному округу № 174, Свердловская область (был выдвинут от партии «Единая Россия»).
В декабре 2018 года сложил полномочия депутата Государственной Думы в связи с переходом на должность заместителя губернатора Свердловской области, курирующего вопросы внутренней политики. В связи с избранием Бидонько по одномандатному округу, его мандат не может быть передан другому депутату, поэтому в 2019 году по округу № 174 были проведены дополнительные выборы. На них победил Антон Шипулин.
В 2018 году им был задекларирован доход более 4,5 млн руб. В 2019 году более 25 млн рублей. Супруга в 2019 году задекларировала доход чуть более 1,8 млн рублей. Среди недвижимого имущества, внесенного к декларацию — земельный участок площадью более чем в 2000 квадратных метров, жилой дом 330 квадратных метров, квартира 171 квадратный метр, гараж и нежилое помещение. Транспортных средств в собственности нет.
В сентябре 2021 года баллотировался в депутаты Государственной думы РФ VIII созыва. По итогам первичного распределения мест мандат не получил, но позднее (29 сентября 2021 года), после отказа от депутатского мандата губернатора Свердловской области Евгения Куйвашева, ему передали вакантный мандат как четвёртому номеру в списке региональной группы № 10 (Свердловская область).
Является членом регионального политического совета отделения партии «Единая России» в Свердловской области.
Женат, воспитывает двоих детей.

## Санкции
Из-за вторжения России на Украину, находится под международными санкциями Евросоюза, США, Великобритании и ряда других стран